# Klaus Brusch
Klaus „Sonny“ Brusch (* 24. Februar 1950) ist ein ehemaliger deutscher Fußballspieler.

## Karriere
Klaus Brusch spielte Fußball in der Amateurmannschaft der Stuttgarter Kickers. Am  23. Januar 1972 kam Brusch zu seinem einzigen Einsatz im Profifußball, als er beim Heimspiel der Stuttgarter Kickers gegen den ESV Ingolstadt eingewechselt wurde.